# 于桑
于桑（1917年6月—2008年9月3日），四川渠县丰乐场光辉村郁家湾人，中华人民共和国政治人物。原名郁朝贵。
出身贫农。8岁丧父，家贫不得已去庙里打杂3年。14岁时在宣汉县城的铺子里当学徒。1933年10月16岁时在宣汉县城参加中国工农红军第四方面军，在宣汉县苏维埃政府工作。1934年底他调到川陕省苏维埃政府文化委员会工作。1935年参加长征。1936年5、6月间担任省政府游击队长，在一次战斗中负伤，左眼被弹片碰伤几乎失明。1936年8月担任省委宣传部部长张然和的警卫员工作。不久调到红四方面军保卫局特务队任文书。1937年1月，长征胜利结束到了延安，在陕甘宁边区保安处（西北保卫局）做科员（情报侦察工作）。不久到延安市公安局任文书。1938年底去中央党校学习，奉命改名于桑。1939年初，到马列学院学习。1940年夏天调回陕甘宁边区保安处工作。1941年11月，奉命到枸邑县马栏镇的陕甘宁边区关中分区保安科任科长。1946年，被任命为陕甘宁边区保安处一科科长。1948年在陕西省黄龙地区任地委委员、公安处处长兼社会部部长。1949年3月被任命为大荔地区公安分处处长，兼地区社会部部长。西安解放后进城任西北公安部办公室主任。1949年12月5日调任西南公安部一处处长。1954年7月任西南公安部副部长。1954年10月任重庆市公安局局长。1955年3月任中共中央办公厅警卫局副局长、朱德的警卫秘书。1958年10月调任公安部三局局长。1964年9月升任中华人民共和国公安部副部长。当选中共九大中央委员。1970年初从农场调回公安部负责治安工作。后历任中共十大中央委员、十一大中央委员、十二大中央候补委员，第四届全国人大代表。1982年6月离休。1985年9月被聘任公安部咨询委员。